# Sør-Varanger museum

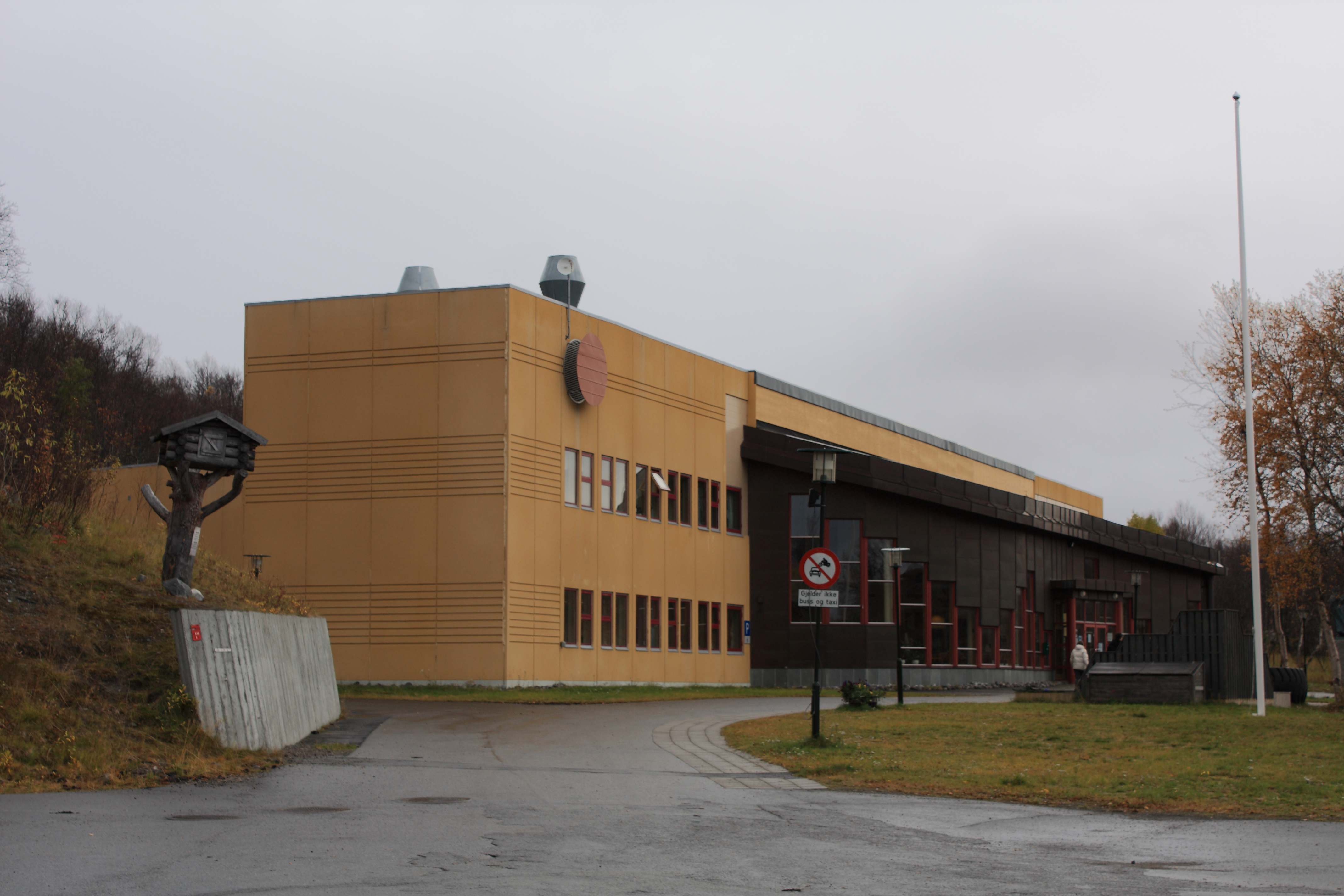
Grenselandmuseet i Kirkenes, där även Saviomuseet finns

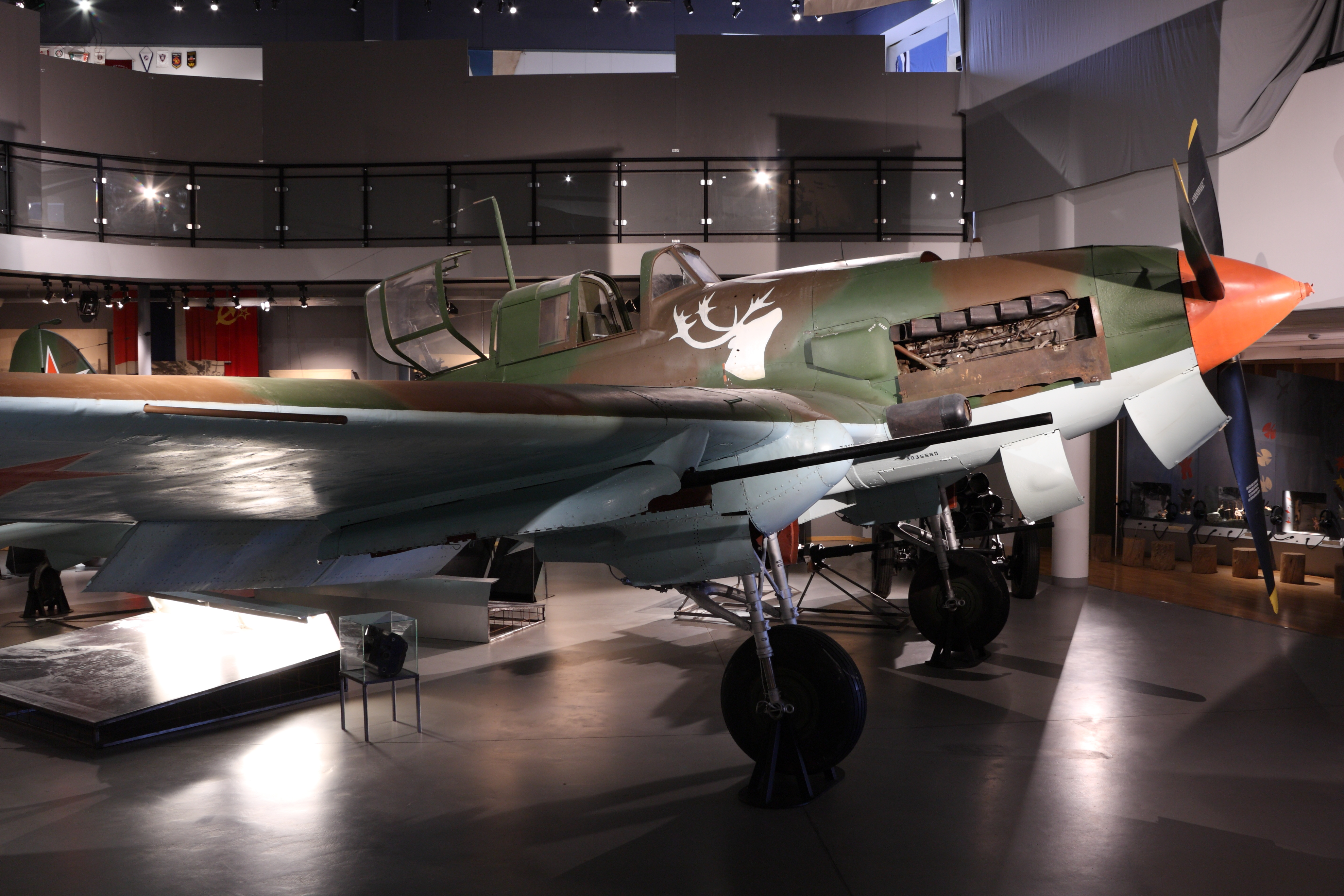
Iljusjin IL-2, ryskt jaktflygplan som störtade i Sennagressvannet i oktober 1944. Flygplanet hämtades upp 1985 och donerade till Greselandmuseet

Sør-Varanger museum är en avdelning inom det regionala Varanger museum i Finnmark fylke i Norge.
Sør-Varanger museum uppgick 1 september 2009 i Varanger museum, efter att tidigare varit ett kommunalt museum för Sør-Varanger kommun. Inom det regionala museet svarar Sør-Varanger museum för området gränslandshistoria.
Museet grundades 1964 på privat initiativ och övertogs efter några år av Sør-Varanger kommun. År 1997 köptes Bjørklund gård och idag finns 16 olika anläggningar på olika platser i kommunen. Fram till 1997 var Strand skoleinternat i Pasvik museets huvudbyggnad, men detta år invigdes Grenselandmuseet vid Førstevannslia omkring en kilometer från centrum i Kirkenes, vilket övertog rollen som huvudbyggnad och lokal för administrationen. 
Sedan 2002 är konstnärsmuseet Saviomuseet samlokaliserat med Grenselandmuseet i Kirkenes.

## Andra museibyggnader

### Strand skoleinternat
Huvudartikel: Strand skoleinternat
Strands internatskola byggdes 1905 i Pasvikdalen och fungerade som en internatskola fram till 1960-talet. Eleverna reste hem på veckosluten varannan vecka och över längre helger. Skolan lades slutligen ned 1982 och byggnaden användes därefter som Sør-Varanger museums huvudbyggnad 1987-97. Sedan 1997 är det en av museets filialer.

### Nordre Namdalen gård
Huvudartikel: Nordre Namdalen gård
Nordre Namdalen gård ligger i Langfjorddalen vid Langfjordvannet, som bebyggdes under 1890-talet.

### Bjørklund gård
Huvudartikel: Bjørklund gård
Bjørklund gård ligger i Svanvik och anlades i början av 1870-talet av vägarbetaren Jon Pedersen Fætten och är en typisk norsk gård av vanligt slag för norra Østerdalen. Den var i bruk fram till 1960-talet.

### Labahågården
Huvudartikel: Labahågården
Labahå ligger i Øvre Neiden (Nedre Bjørknes). Namnet är en förnorskning av finländska Lapa-aho, som var namnet på gårdens grundare.
Manbyggnaden uppfördes 1896 och var bebodd fram till 1954. Det är den enda bevarade byggnaden på gården och följer finsk byggnadstradition.

### Fotnoter
1. ↑  ”Welcome to Varanger Museum” (på engelska). Varanger museum. https://www.varangermuseum.no/en/. Läst 29 juli 2021.